# Albert Axelrod
Albert Axelrod (n. 12 februarie 1921, New York City, New York, SUA – d. 24 februarie 2004, New York City, New York, SUA) a fost un scrimer american, medaliat olimpic. A participat la 5 ediții ale Jocurilor Olimpice (1952, 1956, 1960, 1964, 1968) în care a câștigat o medalie de bronz.